# Шеменков, Афанасий Дмитриевич
Афана́сий Дми́триевич Шеменко́в (1896—1972) — советский военачальник, Герой Советского Союза (6.04.1945). Гвардии генерал-лейтенант (20.04.1945).

## Начальная биография
Родился 10 (22) февраля 1896 года в деревне Гнилица Чериковского уезда Могилёвской губернии (ныне агрогородок Ленина Краснопольского района Могилёвская область Белоруссии).

## Военная служба

### Первая мировая и гражданская войны
В августе 1915 года был призван в ряды Русской императорской армии. Принимал участие в Первой мировой войне с августа 1915 года в звании рядового Преображенского Лейб-гвардии полка. В сентябре 1916 года получил месяц отпуска, после окончания которого в полк не вернулся. После Февральской революции явился к воинскому начальнику уездного города Чериков (Могилёвская губерния) и был отправлен в свою часть, куда прибыл в конце мая — начале июня 1917 года. В составе полка принимал участие в июньском наступлении, в ходе которого в районе города Тарнополь был ранен и попал в плен. Содержался в лагерях военнопленных Шпрацен и Терезенштадт.
В декабре 1917 года Шеменков как инвалид был возвращён из плена, вернулся в Петроград и в январе 1918 года уволен из армии.
В марте 1918 года в добровольцем вступил в партизанский отряд шахтёров Макеевского района (Лозовский партизанский отряд), который в мае влился в состав 1-го Курского пехотного полка. Участник Гражданской войны в России.
В 1919 году вступил в ряды РКП(б).
В январе 1919 года окончил Клинцовские курсы агитаторов и до мая того же года был агитатором Новгород-Северского уездного военкомата. В августе 1919 года окончил 6-е Киевские пехотные курсы, где был оставлен в качестве командира взвода. С октября 1919 по май 1920 года Шеменков командовал взводом 2-й учебной бригады 1-й Красноуральской дивизии, с мая по сентябрь 1920 года находился для поручений при 1-й бригаде, а сентября по декабрь 1920 года командовал ротой и был начальником полковой школы 9-го стрелкового полка 1-й Красноуральской дивизии.
Участвовал в боях на Южном фронте против войск генералов А. И. Деникина и П. Н. Врангеля.

### Межвоенное время
После войны, с декабря 1920 года, Шеменков командовал взводом в 44-й бригадной школе 15-й стрелковой дивизии (Украинский военный округ). С октября 1922 по 1923 год учился на военно-политических курсах Политуправления Западного фронта. После их окончания оставлен на этих курсах командиром взвода. В августе 1925 года направлен учиться далее.
В 1927 году окончил Киевскую объединённую военную школу имени С. С. Каменева. Служил в 45-м стрелковом полку 15-й стрелковой дивизии в Украинском военном округе: помощник командира роты, командир-политрук роты, начальник штаба батальона. С декабря 1931 года исполнял должность помощника начальника 1-й части штаба 100-й стрелковой дивизии. С февраля 1934 года — командир батальона 295-го стрелкового полка 99-й стрелковой дивизии Киевского военного округа. С апреля 1936 года — командир учебного батальона и командир отдельного разведывательного батальона 133-го стрелкового полка 45-й стрелковой дивизии. С декабря 1937 года — командир 20-го стрелкового полка 7-й стрелковой дивизии Киевского ВО.
В июне 1938 года полковник А. Д. Шеменков был назначен на должность командира 69-й стрелковой дивизии 2-й Краснознамённой армии, дислоцировавшейся на Дальнем Востоке. В это время ему были присвоены воинское звания комбриг (4.11.1939) и генерал-майор (4.06.1940). В декабре 1940 года убыл на учёбу.
В 1941 году окончил Курсы усовершенствования командного состава при Военной академии РККА имени М. В. Фрунзе, после чего в апреле того же года Шеменков был назначен на должность начальника отдела боевой подготовки штаба Среднеазиатского военного округа.

### Великая Отечественная война
С сентября 1941 года принимал участие в боях на фронтах Великой Отечественной войны в должности командира 314-й стрелковой дивизии, ведшей оборонительные бои в составе 52-й отдельной армии и 7-й отдельной армии в районе города Новгород и на реке Свирь в районе города Подпорожье (Ленинградская область).
С ноября 1941 по июнь 1942 года служил на должности заместителя командующего 7-й отдельной армии по тылу, которая оборонялась на рубеже между Онежским и Ладожским озёрами.
В 1942 году закончил ускоренный курс Высшей военной академии имени К. Е. Ворошилова.
С июня 1942 по ноябрь 1943 года служил на должности заместителя командира 4-го гвардейского стрелкового корпуса в 54-й армии и 2-й ударной армии на Волховском фронте. Участвовал в Синявинской наступательной операции 1942 года. В ноябре корпус был переброшен на Юго-Западный фронт, передан 1-й гвардейской армии и в её составе принимал участие в Сталинградской битве, Харьковской оборонительной операции и в Донбасской наступательной операции.
В ноябре 1943 года был назначен на должность командира 57-й гвардейской стрелковой дивизии 6-го гвардейского стрелкового корпуса 8-й гвардейской армии 3-го Украинского фронта. Успешно действовал в Березнеговато-Снигирёвской наступательной операции и в Одесской наступательной операции, в которых дивизия отличилась при освобождении городов Новый Буг (Николаевская область) и Одесса. В мае-июне вся армия была переброшена на 1-й Белорусский фронт, где в ходе Белорусской стратегической операции 20 июля 1944 года дивизия генерала Шеменкова форсировала реку Западный Буг западнее города Любомль (Волынская область), а 1 августа 1944 года — реку Висла на широком фронте. Только в первый день боя дивизия заняла плацдарм на 7 километров по фронту и на 12 километров в глубину, уничтожив при этом до 1200 солдат и офицеров противника, 5 танков, 12 артиллерийских орудий. В последующие дни дивизия принимала участие в расширении и удержании этого стратегически важного Магнушевского плацдарма. В этих боях дивизия не только отбила многочисленные контратаки противника, но и сама значительно потеснила его, освободив город Магнушев (Польша). За эту операцию в августе 1944 года генерал Шеменков был представлен к присвоению звания Героя Советского Союза, но присвоение этого звания затянулось на семь месяцев.

«В корпусе ведущую роль при форсировании Вислы сыграла 57-я гвардейская стрелковая дивизия во главе с генералом Афанасием Дмитриевичем Шеменковым, сумевшим скрытно и вовремя сосредоточить свои полки для мощного удара, который по существу обеспечил успех всему корпусу.»— Маршал Советского Союза В. И. Чуйков. От Пекина до Берлина, 1927-1945. — Москва: Алгоритм, 2015. — 829 с. — (Маршалы Сталина).; ISBN 978-5-906789-31-0. — С.635.
Указом Президиума Верховного Совета СССР от 6 апреля 1945 года за умелое руководство воинскими соединениями и проявленные при этом личное мужество и героизм гвардии генерал-майору Афанасию Дмитриевичу Шеменкову присвоено звание Героя Советского Союза с вручением ордена Ленина и медали «Золотая Звезда» (№ 5179).
В августе 1944 года был назначен на должность командира 29-го гвардейского стрелкового корпуса в той же 8-й гвардейской армии, во главе которого участвовал в Висло-Одерской и Берлинской наступательных операциях, освобождая Польшу и наступая на территории Германии.
С 26 апреля 1945 года командовал 9-м гвардейским стрелковым корпусом 61-й армии 1-го Белорусского фронта. В ходе Берлинской операции корпус занял город Нойруппин, а 2 мая 1945 года вышел к реке Эльба, где встретился с американскими войсками.

### Послевоенная карьера
С окончанием войны Шеменков командовал тем же корпусом в (Группе советских оккупационных войск в Германии по март 1946 года. С августа 1946 года — командир 60-го стрелкового корпуса (Северо-Кавказский военный округ), с июня 1948 по апрель 1949 года — командир 6-го стрелкового корпуса.
В 1950 году окончил Высшие академические курсы при Военной академии Генерального штаба. С июня 1950 года — командир 31-го стрелкового корпуса в Беломорском военном округе. В марте 1952 года был назначен на должность помощника командующего 6-й армией (Северный военный округ). Генерал-лейтенант А. Д. Шеменков в июне 1953 года уволен в запас.
Жил в Москве. Умер 4 марта 1972 года. Похоронен на Введенском кладбище (участок 29).

## Награды и звания
- Медаль «Золотая Звезда» Героя Советского Союза (6.04.1945);
- два ордена Ленина (21.02.1945, 6.04.1945);
- четыре ордена Красного Знамени (15.04.1938, 14.02.1943, 3.11.1944, …);
- орден Суворова II степени (29.05.1945);
- орден Красной Звезды;
- орден Virtuti Militari 5 класса[6]
- медали СССР.

## Сочинения
- Шеменков А. Д. Штурм Цитадели. — М.: Воениздат, 1969. — 112 с. — (Героическое прошлое нашей Родины).